# Greatest Hits (албум Кајли Миног)
Greatest Hits је компилацијски албум аустралијске певачице Кајли Миног објављен 1992. године.

## Историја албума
На албуму је 19 синглова са њених албума Kylie, Enjoy Yourself, Rhythm of Love и Let's Get to It, као и 3 песме посебно снимљене за овај албум. Албум је већински написао и продуцирао Сток, Ејткен и Ватерман, и његовим издањем означен је крај Миног везе с тим тимом. Greatest Hits је завршио на прво месту на топ лествици у Уједињеном Краљевству и провео на лествици 10 недеља.

## Листа песама
1. "I Should Be So Lucky" – 3:23
2. "Got to Be Certain" – 3:20
3. "The Loco-Motion" – 3:16
4. "Je Ne Sais Pas Pourquoi" – 4:01
5. "Especially for You" (са Џејсоном Донованом) – 3:58
6. "Turn It into Love" – 3:37
7. "It's No Secret" – 3:58
8. "Hand on Your Heart" – 3:51
9. "Wouldn't Change a Thing" – 3:15
10. "Never Too Late" – 3:23
11. "Tears on My Pillow" – 2:28
12. "Better the Devil You Know" – 3:55
13. "Step Back in Time – 3:06
14. "What Do I Have to Do" – 3:45
15. "Shocked" – 3:10
16. "Word Is Out" – 3:35
17. "If You Were with Me Now" – 3:12
18. "Give Me Just a Little More Time" – 3:07
19. "Finer Feelings" – 3:53
20. "What Kind of Fool (Heard All That Before)" – 3:42 (није издата пре)
21. "Where In The World?" – 3:34 (није издата пре)
22. "Celebration" – 3:57 (није издата пре)

## Топ лествице
| Топ љествића         | Највиша позиција |
| -------------------- | ---------------- |
| Уједињено Краљевство | 1                |
| Аустралија           | 3                |
| Шпанија              | 19               |
| Јапан                | 23               |
| Њемачка              | 81               |

## Продаја и сертификације
| Држава               | Сертификација | Испорука | Продаја |
| -------------------- | ------------- | -------- | ------- |
| Аустралија           | 2× платинаста | 140,000+ | -       |
| Шпанија              | златна        | 50,000+  | -       |
| Уједињено Краљевство | платинаста    | 300,000+ | 300,000 |